# Brasão de armas da Nova Zelândia
O Brasão de armas da Nova Zelândia é o símbolo máximo daquele país. Até 1911, o país utilizou o mesmo Brasão de armas do Reino Unido. A partir deste ano (1911), foi instituído o seu brasão próprio, com pequenas modificações em 1956.

## Desenho
Desde o primeiro brasão de 1911, o escudo central permaneceu inalterado, de acordo com as regras da heráldica: um escudo quartelado contendo no primeiro quarto quatro estrelas representando a Constelação do Cruzeiro do Sul, como a bandeira neozelandesa, mas com diferentes proporções; no segundo quarto a pele macia de uma ovelha indicando a indústria da pecuária; no terceiro um punhado de trigo simbolizando a agricultura ; e no quarto, dois machados representando a mineração e a indústria. No meio há uma pala em forma de tira com três navios que fazem referência ao comércio naval, e aos imigrantes que formaram o povo neozelandês.
O escudo é sustentado por duas figuras: uma Dama de feições européias segurando a bandeira da Nova Zelândia no lado esquerdo; e um Guerreiro maori segurando a taiaha no lado direito. No topo do escudo há uma Cruz de Santo Eduardo, e abaixo do escudo, há dois ramos de Cyathea dealbata, uma folha típica do país e um listel contendo o nome do país em inglês: "NEW ZEALAND"
O escudo central do brasão faz parte da Bandeira Pessoal da Rainha Isabel II do Reino Unido na Nova Zelândia.

## Primeiro Brasão

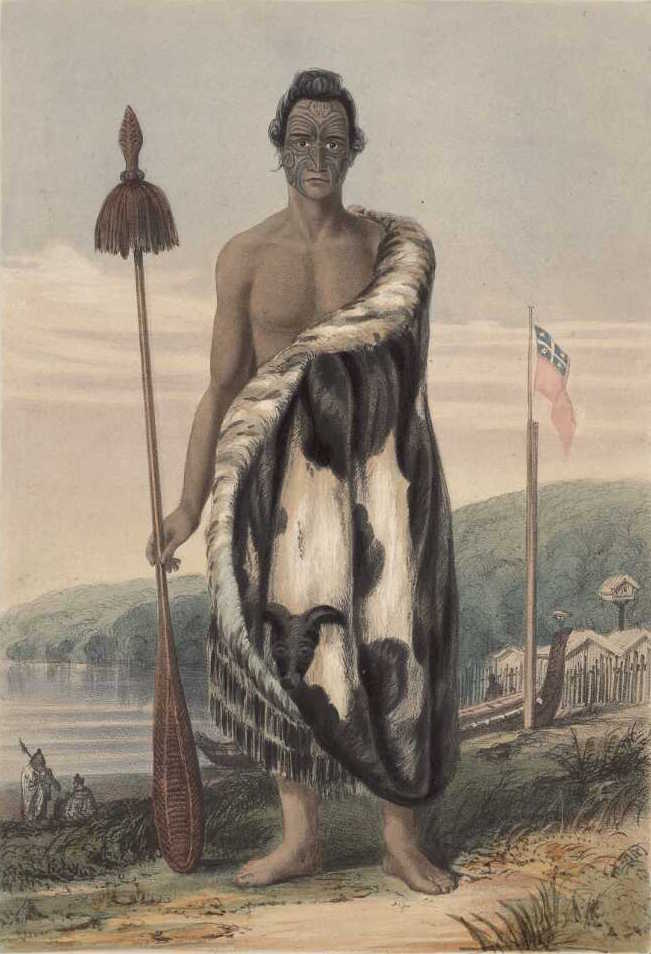
Um guerreiro maori com uma taiaha

O primeiro desenho do brasão, que durou até 1956, tinha o escudo idêntico, mas os arredores eram diferentes. No timbre havia um Leão segurando a Union Flag, a bandeira do Reino Unido. O listel possuia um mote, em inglês: "ONWARD". As primeiras edições do brasão possuíam, ao invés de dois ramos de Cyathea dealbata, uma armação.
Os suportes também eram diferentes. A Dama possuía um cabelo castanho, e ambas as figuras estavam em frente do escudo. Apesar de não haver uma evidência concreta, acredita-se que o modelo que inspirou a Dama tenha sido o da socialite de Wellington, Alice Spragg. O modelo do Guerreiro é desconhecido.